# ウィズザスタイルフクオカ
WITH THE STYLE FUKUOKA（ウィズザスタイルフクオカ）は、福岡県福岡市博多区博多駅南にあるアーバンリゾートホテルである。運営会社は東京都千代田区に本社を置く株式会社プラン ドゥ シー(株式会社Plan･Do･See)で、ホテル・レストラン・ウェディング等の事業を行っている企業である。

## 概要
客室は全館クラブフロア使用であり、チェックインの16時からチェックアウトの14時までの22時間の滞在が可能、オールインクルーシブタイプのホテルである。
宴会場4、レストラン３、その他チャペル、スパ、屋外ジャグジー、ギフトショップ、立体駐車場等を備えている。

## 設備
- レストラン
  - メインダイニング コットン
  - ステーキハウス ミディアムレア
  - オン ザ デッキ バーラウンジ
- ギフトショップ
  - フロム ウェア アイ スタンド

## ウェディング
敷地内にある挙式会場にて、「キリスト教式」「洋装人前式」「和装人前式」からそれぞれのスタイルに合わせて選べ、複数の提携神社での神前式も可能である。
一方、パーティルーム（バンケット、披露宴会場）は「ザ・テラスダイニング」「ザ・ウエストギャラリー」「ザ・ノースギャラリー」「サウスサイド」の4つから選択することができる。

## アクセス
・JR、市営地下鉄「博多駅筑紫口」より徒歩７分